# ユニコント
ユニコント(unikont)は、真核生物のうち祖先的に鞭毛1本を備えた生物をさす用語である。「1つの(uni-)鞭毛(kont)」を意味し、対義語にバイコント(bikont)がある。トーマス・キャバリエ＝スミスが1991年に真核生物の初期進化を議論する際に導入した語である。2002年には真核生物はユニコントからバイコントへ進化したという仮説を提唱しており、ここでは現生真核生物のうちアメーボゾアとオピストコンタはバイコントではなくユニコントを祖先とするとされた。
またこの仮説や原義とは離れて、アメーボゾアとオピストコンタの2群を含むクレードの名前としても用いられることがある。この場合はラテン語風にユニコンタ(Unikonta)とも呼ばれるが、これは正式な手続きを経た学名ではない。

## 語義
通常の真核生物は、鞭毛が1本だけでもその基部では中心小体が対になっていることから、2本鞭毛の祖先に由来すると考えることができる。しかしアーケアメーバに属するMastigina、Pelomyxa、Phreatamoebaは中心小体が対になっておらず、祖先的に1本鞭毛の生物だとしてこれらをユニコントと呼んだ。したがって、鞭毛が1本であるということよりも、中心小体が対にならないということの方が本質的な意味である。

## 構成
キャバリエ＝スミスの仮説で扱われたアメーボゾアとオピストコンタを含むクレードをユニコンタと呼ぶことが多い。ここにはさらにアプソゾア門が含まれる。
この分類には、単一の鞭毛を持つものや繊毛を持たないアメーバが含まれる。2本の鞭毛を持つことが多い真核生物の他の分類は、バイコンタと呼ばれる。バイコンタには、アーケプラスチダ、エクスカバータ、リザリア、クロムアルベオラータが含まれる。

## 特徴
ユニコンタでは、バイコンタで見られない3遺伝子融合を持つ。3つの遺伝子の融合遺伝子は、ピリミジンヌクレオチド合成遺伝子であるカルバモイルリン酸シンターゼ、ジヒドロオロターゼ、アスパラギン酸カルバモイルトランスフェラーゼをコードする。これは、非常に珍しい融合であると考えられ、オピストコンタとアメーボゾアが共通の祖先を持つことを示唆する。
キャバリエ＝スミスはもともと、ユニコンタは1つの鞭毛と1つの基底小体を受け継いできたと主張していたが、鞭毛を持ったオピストコンタやアメーボゾアは、実際はバイコンタに典型的な2個の基底小体を持っている。このような対の配列は、動物細胞の中心小体でも見られる。ユニコンタの全ての共通の祖先は、グループの名前とは異なり、恐らく2つの基底小体を持っていたと考えられている。